# موبیوس ۲۸۵۱۶
سیارک ۲۸۵۱۶ (به انگلیسی: 28516 Mobius، نامگذاری:2000DQ3) بیست و هشت هزار و پانصد و شانزدهمین سیارک کشف شده‌است که در ۲۷ فوریه ۲۰۰۰ کشف شد.